# Carl Herz (Politiker, 1831)
Carl Herz (* 21. Dezember 1831 in Würzburg; † 8. Mai 1897 in Aschaffenburg) war ein deutscher Jurist, Politiker und Reichstagsabgeordneter.
Herz studierte ab 1851 Rechtswissenschaften in Würzburg und Heidelberg. Er unternahm Bildungsreisen nach Frankreich, Italien, Österreich, Schweiz, Norddeutschland und Dänemark. Danach wurde er zuerst Staatsanwaltschaftssubstitut in Aschaffenburg und München, später Staatsanwalt in München. 1868 wurde er Bezirksgerichtsrat in Nürnberg, von 1883 bis 1897 dort Landgerichtspräsident in Aschaffenburg.
1871 wurde er für den Wahlkreis Mittelfranken 4 (Eichstätt) und die Fortschrittspartei in den Reichstag gewählt. 1874 bis 1877 vertrat er als Abgeordneter den Wahlkreis Berlin 3. Zwar wurde er 1877 in seinem Berliner Wahlkreis wiedergewählt, er lehnte das Mandat aber ab, da er ebenfalls in Ansbach gewählt worden war, so vertrat er von 1877 bis 1878 den Wahlkreis Mittelfranken 3 (Ansbach-Schwabach) im Reichstag. 1881 wurde er im Wahlkreis Oberfranken 3 (Forchheim) gewählt, er legte am 27. August 1883 sein Mandat nieder. Daneben war er von 1869 bis 1883 Mitglied der bayerischen Abgeordnetenkammer.